# 代替没收契据
代替没收契据（Deed in lieu of foreclosure），又称为回赎权取消契约、赎回权替代契约，是抵押人（即借用人）让渡所有不动产利益给抵押权人（即出借人），以清偿一笔拖欠的贷款，并避免没收程序的一份契约文书。
代替没收契据提供数个有利条件予借用人和出借人双方。对出借人的主要优点是，它立即把他/她从与拖欠的贷款有关的人身债务中解脱出来。借用人也避免没收程序的公开臭名，并可以收到比他/她在正式的没收中更宽宏的期间。对借用人的另一个利益是，它损害其信用少于没收。对出借人的有利条件包括取回时间和成本的减少，借用人报复（在县司法官逐出前财产的本质失窃和肆意破坏）的较低风险，以及另外的有利条件是如果借用人随后申请破产。
为了考虑为代替没收契据，债务必须以转移不动产进行担保。双方必须自愿、善意地订立交易。和解协议必须具有至少等于财产让渡的公平市价的全部对价。有时，出借人不进行代替没收契据，如果借用人的未付债务超过财产的当前公平价值。其他时间，出借人将同意由于它们将以财产告终任何方式，并且没收程序对于出借人代价高昂。
由于自愿文书的要件，出借人常不奉行代替没收契据，除非他们从借用人收到此等让渡的书面要约，该要约详细说明进入磋商的要约正被自愿作出。这将实施口头证据规则，并保护出借人不受随后可能的主张——出借人善意作为或强制借用人进入和解。双方然后可以进行和解协商。在最终协议达成前，借用人和出借人均无义务进行代替没收契据。
在纽约，《住房衡平法防盗法案》对于这个频繁使用的和解方法已经产生了一些混乱。不明确是否HETPA适用于代替没收契据由于没有像公断人的契约那样明确的排除，例如。2年撤销权不是便利银行或财产保险人的风险，特别是规定的复杂的守则众多， 以致很多银行和产权保险人不乐于处理替代契据。
代替没收契据是英美法系担保法中的用语，《波多黎各民法典》、《加利福尼亚民法典》中都可以查到相关规定。